# Kościół św. Mikołaja w Lewicach
Kościół Świętego Mikołaja w Lewicach – rzymskokatolicki kościół parafialny we wsi Lewice, w gminie Międzychód, w powiecie międzychodzkim, w województwie wielkopolskim. Należy do dekanatu międzychodzkiego.

## Historia, architektura i wyposażenie
Jest to budowla wybudowana około 1780 roku i gruntownie przebudowana w latach 1842–1849. Posiada cechy neogotyckie, murowana z cegły i obłożona kamieniem polnym. W kościele mieszczą się trzy ołtarze z elementami XVII i XVIII-wiecznymi (w ołtarzu obraz "Wniebowzięcie" pochodzący z XVII stulecia). Do wyposażenia należą m.in.: ambona w stylu empirowym z 1855 roku, kielich z ornamentem późnorenesansowym i cechą imienną WW z 1655 roku. W drugiej dekadzie XXI w. zabytkowe wyposażenie kościoła poddano renowacji. Najpierw pracom konserwatorskim poddano 
obraz „Wniebowzięcia Najświętszej Maryi Panny”, a potem odnowiono m.in. ołtarz główny, ołtarze boczne i witraże.